# Reduto do Macapá
O Reduto do Macapá localizava-se numa ponta de terra à margem esquerda do rio Amazonas, na antiga Província dos Tucujus, atual cidade de Macapá, no estado do Amapá, no Brasil.

## História
Diante da ruína do Forte de Santo Antônio do Macapá, devido à passagem dos anos e aos rigores do clima equatorial, o Governador e Capitão-general do Estado do Grão-Pará e Maranhão, João de Abreu Castelo Branco, a 5 de outubro de 1738, em exposição endereçada ao rei D. João V (1705-1750), informou-o das precárias condições de conservação desta praça, alertando-o para a necessidade de uma nova edificação. Nesse mesmo ano fez instalar no Macapá um pequeno destacamento, erguendo um Reduto (BARRETTO, 1958:54), certamente de faxina e terra.
Desse modo, a Carta-régia de 9 de fevereiro de 1740 determinou, de acordo com a Resolução do Conselho Ultramarino de 6 de setembro de 1739, que fosse erguido um novo forte de faxina e terra, "com boa paliçada, dobra e larguez", capaz de recolher os moradores e toda a guarnição, anexando-lhe a planta (Planta da Fortaleza de Macapá na margem do rio Amazonas, c. 1739. Arquivo Histórico Ultramarino, Lisboa) (IRIA, 1966:47).
Essa planta, de autoria do aluno da Academia Militar, Manoel Luís Alves, sob a orientação de seu mestre, o Sargento-mor de Batalha e Engenheiro-mor do Reino, Manoel de Azevedo Fortes (BARRETTO, 1958:54), mostra uma fortificação de regulares proporções e vistoso desenho, que não saiu do papel por escassez de recursos.
O destacamento estacionado no Macapá continuou sem maiores recursos que não os da construção de pequenos quartéis, que ainda se encontravam de pé em 1749, segundo informação do Mestre-de-Campo e Capitão-mor das Ordenanças de Belém, José Miguel Aires, protegidos por um Reduto erguido em 1738, artilhado com duas peças de calibre 4, montadas. Esse Reduto, a 2½ léguas (Norte?) do Forte de Santo Antônio (1688), foi substituído por um forte de faxina (Forte do Macapá, 1761), e definitivamente, a partir de 1764, pela Fortaleza de São José do Macapá.